# Манджоу-Го
Манджоу-Го (китайски традиционен: 滿洲國, опростен: 满洲国, пинин: Mǎnzhōuguó, в превод: Държавата Манджурия) е марионетна държава, създадена от Япония в китайската област Манджурия, която просъществува от 1 март 1932 до 15 август 1945 г. Начело на Манджоугуо застава Пу И, който е обявен първоначално за президент, а после (1934) за император на новата държава.

## Предпоставки
След първата японско-китайска война Япония спечелва Корея за своя зона на влияние. Това насочва бедната на суровини Япония към суровинните източници на съседната на Корея китайска област Манджурия. До 1900 г. Манджурия е заета от Русия, което става и причина за все по-голямо напрежение между двете страни. След победата на японската армия в Руско-японската война (1903 – 1905) Русия е принудена да напусне Манджурия и областта става отново владение на Китай. Междувременно Япония засилва своето влияние в Северен Китай, построявайки южноманджурската железница с цел да транспортира суровини към Корея и оттам с кораби до Япония.
В резултат от Световната икономическа криза от края на 1920-те години много японски военни виждат решаване на икономическите проблеми на страната си в експанзия към богатата на суровини Манджурия. През 1931 г. японската армия провокира военен инцидент в областта (т.нар. Мукденски инцидент) и за кратко време окупира северната китайска провинция. Това и поставя началото на сателитната държава Манджоугуо.

## Политика
Японската политика към областта е насочена към пълна икономическа експлоатация на богатствата на страната. Провежда се политика на „японизиране“ – за държавна религия е наложен шинтоизмът, а японският език става официален. Наред с това се полагат усилия да се подобри инфраструктурата на областта. Тук за първи път се изпробват високоскоростните влакове, на този етап без голям успех. Японските военни правят опити с химическо и биологическо оръжие.
През 1938 – 1939 г. се стига до въоръжени конфликти на граничната линия между Манджоугуо и СССР. Причина за това са опитите на японците за териториално разширение на своите владения и в северна посока. СССР успява да отблъсне нападенията. Съветският съюз поддържа в страната партизанската Североизточна обединена антияпонска армия, чиято дейност е успешно прекратена от японците в края на 1941 година.
В годините на Втората световна война между Манджоугуо и България са установени дипломатически връзки.

## Прекратяване на съществуването на държавата
През 1945 г. Манджоу-Го е завлядана от съветската Червена армия. На следващата година областта е върната на Китай.